# RÉRO
Het Réseau des bibliothèques de Suisse occidentale, afgekort RÉRO, is een bibliotheeknetwerk in de Zwitserse Franstalige regio Romandië. Het netwerk werd in 1985 opgericht door verschillende grote bibliotheken in Romandië, in het westen van Zwitserland. Réseau is het Franse woord voor netwerk. 

## Omschrijving
RÉRO bevat gegevens van de meeste kantonale, academische, openbare en gespecialiseerde bibliotheken in Zwitserland. Vanuit Martigny beheert men een overkoepelende catalogus van 180 bibliotheken voor 50.000 studenten van drie academische universiteiten, namelijk die van Genève, Fribourg en Neuchâtel, de Zwitserse Hogeschool voor Toegepaste Wetenschappen en Kunsten en de universitaire lerarenopleidingen.
In 2019 gaf de RÉRO-catalogus toegang tot rond 6.8 miljoen bibliografische beschrijvingen van meer dan 10 miljoen documenten. De catalogus omvat ook 222.400 periodieken, waarvan 3,169 electronische tijdschriften. Daarnaast ondersteunt RÉRO interbibliothecair leenverkeer.